# Кяри Памю Памю
Кя̀ри Па̀мю Па̀мю (на японски: きゃりーぱみゅぱみゅ Kyarī Pamyu Pamyu; на английски: Kyary Pamyu Pamyu), псевдоним на Кирико Такемура (桐子 竹村), е японска моделка и певица. Публичният ѝ образ е свързан с японската кауай и декора култура, центрирана в токийския квартал Хараджуку. Музиката ѝ е продуцирана от музиканта Ясутака Наката – член на Capsule и продуцент на Парфюм.
Кяри става известна покрай сингъла си PonPonPon от 2011 г., който оглавява топ 10 в японските класации. Синглите Candy Candy и Fashion Monster година по-късно са последвани от същия успех. Оттогава тя издава три студийни албума: Pamyu Pamyu Revolution (2012), Nanda Collection (2013) и Pika Pika Fantajin (2014).
Макар и успехът ѝ като певица да е съсредоточен главно в Азия, Кяри набира популярност и на Запад покрай видеоклиповете към песните си, които бързо събират милиони гледания в интернет. Медиите я спрягат като „принцесата на Хараджуку“ и често е снимана за списания като Dazed. През 2013 г. сключва договор със звукозаписната компания Sire Records, която разпространява творчеството ѝ в САЩ.

## Кратка биография
Кяри е родена на 29 януари 1993 г. в Нишитокио, Токио. Тя е единствено дете и е отгледана в семейство със стриктно традиционни възгледи. Родителите ѝ често са ѝ поставяли вечерен час и са ѝ ограничавали достъпа до мобилен телефон. Майка ѝ е била критична към чувството ѝ за мода до такава степен, че се е налагало Кяри да излиза от вкъщи с обикновени дрехи и да се преоблече в дрехи стил Хараджуку в обществена тоалетна. Често се е прибирала у дома, заварвайки майка си да изхвърля модните ѝ аксесоари, което довеждало до кавги. В автобиографията си, Oh! My God!! Harajuku Girl, Кяри пише, че баща ѝ я е подкрепял повече от майка ѝ, макар и с него също да е имала немалко кавги.

## Кариера

### 2009 – 2010: Начало на модната кариера
Кяри стартира като модна блогърка, а след това започва професионалната си кариера като моделка за модни списания като Kera! и Zipper в Хараджуку. След като набира известна популярност, сътрудничи с компанията Eyemazing за производството на серия изкуствени мигли, наречени Harajuku Doll. По същото време се появява за пръв път и по местни модни шоута.
Кяри разказва за сценичното си име по време на интервю по японската MTV. Понеже е носила руси перуки в гимназията, неин приятел започва да я нарича Кяри поради това, че се докосвала до Западната култура и че изглеждала „като чуждестранно момиче“. С времето името ѝ остава. Когато създава блога си, девойката намира, че Кяри (фонетичната адаптация на английското Кери (Carrie) на японски) звучи твърде късо, затова прибавя Памю Памю към него, понеже ѝ се струва сладурско. Заявява, че цялото ѝ сценично име е Карълайн Чарънплоп Кяри Памю Памю (на английски: Caroline Charonplop Kyary Pamyu Pamyu, на японски: きゃろらいんちゃろんぷろっぷきゃりーぱみゅぱみゅ Kyarorain Charonpuroppu Kyarī Pamyu Pamyu).
Не след дълго се запознава с Ясутака Танака – продуцент на любимата електропоп група на Кяри, Парфюм – по време на негово участие. Тъй като той композира музика за модната индустрия, Танака е заинтригуван от кариерата на Кяри и я окуражава да дебютира като певица.

### 2011: Начало на музикалната кариера сMoshi Moshi Harajuku
През месец април 2011 г. заедно с модния редактор и фотограф Ясумаса Йонехара и японската фирма 6%DokiDoki Кяри участва в благотворителното събитие One Snap for Love за дарение на пострадалите от земетресението от 2011 г. в региона Тохоку.
На 20 юли същата година издава дебютния си сингъл – PonPonPon. Видеоклипът, заснет към него, е качен в YouTube и за отрицателно време събира милиони гледания, което води до споменаването му по MTV и в The Huffington Post. Песента е продуцирана от Ясутака Танака и е първият сингъл от дебютния албум на изгряващата певица, Moshi Moshi Harajuku, който излиза на пазара на 17 август 2011 г. PonPonPon влиза в класацията Japan Hot 100 на списание „Билборд“ и се класира на 72 място, а в Белгия и Финландия е на първо място в класацията за най-теглени песни от категория електронни. Американският рапър G-Eazy използва част от набралия популярност сингъл в песента си Lost in Translation. За свои вдъхновителки по това време Кяри споменава Гуен Стефани, Кристина Агилера и Кейти Пери.
На 3 август 2011 г. вторият промоционален сингъл на Кяри, Jelly, е пуснат за дигитално теглене в iTunes. Седмица след излизането на първия си албум Кяри издава автобиографията си Oh! My God!! Harajuku Girl, в която разказва за изкачването си към славата.

## Дискография

### Студийни албуми
- 2011 – Moshi Moshi Harajuku
- 2012 – Pamyu Pamyu Revolution
- 2013 – Nanda Collection
- 2014 – Pika Pika Fantajin
- 2016 – KPP Best

## Турнета

### В Япония
- 2012 – Pamyu Pamyu Revolution Tour
- 2013 – Nanda Collection Tour: Kyary Pamyu Pamyu's Universal Theater
- 2014 – Pika Pika Fantajin tour: Kyary Pamyu Pamyu no Kumo no Ue no Heaven's Door
- 2014 – Kyary Pamyu Pamyu's Colorful Panic Toy Boy
- 2015 – Crazy Party Night Tour

### Световни
- 2013 – 100%KPP World Tour
- 2014 – Nanda Collection World Tour
- 2016 – Five Years Monster World Tour